# Minørvej
Minørvej er en vej, som ligger på Holmen i København og løber langs Søminegraven, der tidligere var en del af Søværnets minelægningsaktiviteter. Vejen udspringer fra Spanteloftvej.

## Historie
Navnet refererer til en minør, som er en militær specialist inden for miner. Vejen har historisk været tæt knyttet til Søværnets minetjeneste, og her lå blandt andet Sømineværkstedet, som blev opført i perioden 1882-1893.